# Медведница
Медведница (на хърватски: Medvednica) е планина в Централна Хърватия на север от Загреб, предпочитано място за отдих на жителите на хърватската столица.

## Етимология
Етимологията на името Медведница идва от „medved“, което на кайкавския диалект на хърватския език означава „мечка“. Често обаче цялата планина е наричана по името на нейния най-висок връх Слиеме.

## Общи сведения
По-голямата част от Медведница е природен парк. Обхваща площ от 228,26 км², от които 63% са покрити с широколистни гори, чийто състав се променя във височина.
Най-високият връх на Медведница е Слиеме (1033 м). Съвсем близо до върха на около 1000 м надморска височина е построен знаменитият параклис на Божията майка Слиеменска, покровителката на хърватите (Majke božje Sljemenske Kraljice Hrvata). Идеята за неговото построяване датира от 1922 г., когато започват да се събират и дарения за строежа. Параклисът е построен в чест на 1000-годишнината от основаването на хърватската държава и 1300-годишнината от покръстването на хърватите. Също на върха е и телевизионната кула на Загреб с височина 169 м. Към връх Слиеме води шосе, а от 1963 г. функционира и въжен лифт.
По северните и източните склонове на планината са прокарани ски писти. На северния склон се провеждат състезания по ски слалом под егидата на Международната федерация по ски.
Любопитно е, че по време на миоцена и плиоцена Медведница е била остров сред Панонско море.
През 1572 – 1573 г. по склоновете на Медведница избухва селското въстание на Матия Губец срещу насилията на местните феодали.

## Забележителности
На южния склон на Медведница на стратегическа височина от 500 м се извисява Медведград – малка крепост, издигната в средата на XIII в. по решение на папа Инокентий IV след като през 1242 г. монголите разоряват Загреб, епископството на хълма Каптол и селището на съседния хълм Градец.
Интересна природна забележителност е пещерата Ветерница в югозападния дял на Медведница. Тя е с дължина 7128 м, като първите 380 м от тях са отворени за посещения. Ветерница е много голяма пещерна система, заемаща площ от 10 км² върху скален карстов терен. Известна е със скалните си рисунки, сталактитите и сталагмитите си, както и с обитаващите я колонии прилепи. Смята се за една от подземните пещери с най-голямо биоразнообразие в света.
Забележителност на Медведница е също сребърната мина Зрински. Наречена е така по името на рода Зрински, които през XVI в. получават разрешение да добиват тук от ценния метал. Мината е разработвана в продължение на два века и представлява обширен комплекс от подземни шахти и коридори като се твърди, че те са прокопани чак до т.нар. Горен град в центъра на Загреб.
Медведница е едно от любимите места за отдих на загребчани. До планината се стига бързо и лесно от града, а и тя разполага с мрежа от добре обозначени пътеки, както и с хижи, където туристите могат да се подкрепят.